# Nichtholzprodukt

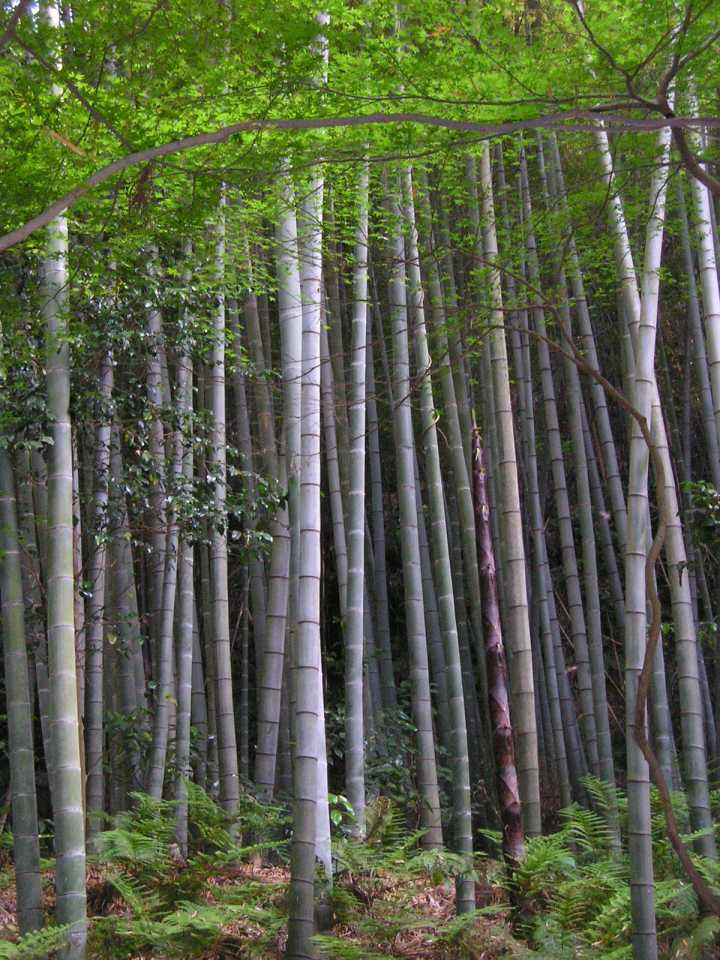
Bambus ist eines der wichtigen Nichtholzprodukte der Erde

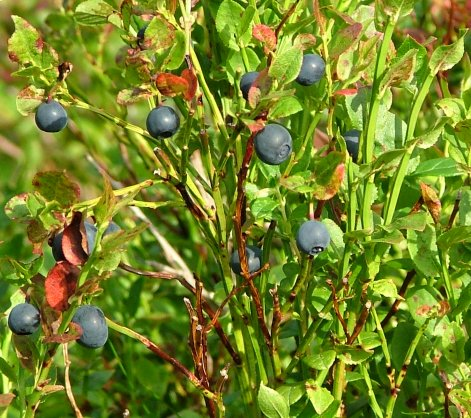
Heidelbeeren

Nichtholzprodukte in der Forstwirtschaft sind alle Produkte des Waldes mit Ausnahme von (Baum-)Holz, also Pilze, Tiere und Pflanzen bzw. Erzeugnisse aus diesen. Sie werden vor allem als Nahrung, Futtermittel, Heilpflanzen oder nachwachsende Rohstoffe wie Konstruktionsmaterialen genutzt.

## Bedeutung in Mitteleuropa
Unter den Produktionsbedingungen des schlagweisen Hochwaldes in Mitteleuropa ist die wirtschaftliche Bedeutung dieser Produkte sehr gering. Oft werden diese Produkte von Forstbetrieben nicht verkauft, da sich der Aufwand nicht rentiert oder weil die unentgeltliche Nutzung für den privaten Verbrauch durch jedermann gesetzlich festgelegt ist. Andererseits stellen diese Produkte ein ungenutztes ökonomisches Potenzial dar, deren gezielte Produktion und Vermarktung den Erzeugern wichtige Einkommensmöglichkeiten und Beschäftigung bieten kann. Ein Großteil der Nichtholzprodukte wird von Privathaushalten geerntet und verbraucht, ohne auf Märkten gehandelt zu werden, und erfüllt so wichtige Funktionen der Bedürfnisbefriedigung auf lokaler Ebene.

## Bedeutung weltweit
Dahingegen sind etwa 150 Nichtholzprodukte für den internationalen Markt von Interesse, darunter Rattan, Bambus, Kork, Gummi, Nüsse, Honig, Fleisch, Früchte, Pilze, Harze, Gewürze, Öle, medizinische Pflanzen wie der Ginseng und solche, die als Basis für Farbstoffe dienen. Auch Pflanzenfasern wie die der Kokosnuss werden industriell verwertet. Der Handelswert beträgt rund 11,1 Milliarden US-Dollar jährlich. 60 % werden von Entwicklungsländern in die EU, die USA und nach Japan exportiert. China ist führend im Welthandel, aber Indien, Malaysia, Indonesien, Thailand und Brasilien sind ebenso wichtige Erzeugerländer auf dem Weltmarkt.
Ein besonders auf die Produktion von Nichtholzprodukten ausgerichtetes Waldbausystem ist die Agroforstwirtschaft der Tropen, welche unter bestimmten Umständen als Instrument zur konkurrenzfähigen nachhaltigen Bewirtschaftung von Wäldern geeignet ist.